# Středoafrická republika
Středoafrická republika (francouzsky République centrafricaine, sanžsky Ködörösêse tî Bêafrîka), zkratkou SAR, je vnitrozemský stát ve střední Africe. Hraničí s Čadem na severu (délka hranice 1 197 km), Súdánem na severovýchodě, (od 9. července 2011) i Jižním Súdánem na východě (1 165 km), Demokratickou republikou Kongo a Republikou Kongo na jihu (1 577 km a 467 km) a Kamerunem na západě (797 km). Počet obyvatel překračuje 5,5 milionů a rozloha dosahuje 623 000 km².
Hlavním městem a centrem republiky je město Bangui. Se slumovou aglomerací zde žije přes 800 000 lidí. Dalšími významnými městy v zemi jsou Bimbo, Bambari, Bangassou, Bérbérati, Bonar a Bossangoa. Mezi nejpočetnější etnika se počítají Gbajové, Bandové, Manzové a Sarové, ti přesáhli hranici 10 %. Úředním jazykem je francouzština, avšak nejpoužívanější jazyk je sangoština.
Nejrozšířenějším náboženstvím je křesťanství, které vyznává polovina obyvatel, přičemž křesťané jsou z poloviny protestanti a z poloviny římští katolíci. Okolo třetiny populace je animistická, zbytek tvoří především muslimové, kteří se soustřeďují na severu země.
Středoafrická republika je republika, do OSN vstoupila v roce 1960.
Země se stala v roce 2022 oficiálně 2. zemí na světě (1. byl v roce 2021 Salvador), která začala používat bitcoin jako svoje zákonné platidlo. Nicméně toto téma je kontroverzní, a to proto, že ve Středoafrické republice má přístup k internetu (a tudíž k používání bitcoinové sítě) asi jen 11 % populace.

## Dějiny
Přibližně od 1. tisíciletí př. n. l. se v oblasti usadily kmeny užívající jazyky východní Adamawy a menší skupiny hovořící bantuskými jazyky. Při dnešních hranicích s Čadem se usadili též obyvatelé náležející k Nilosaharské jazykové rodině.
Otrokářství se území dnešní SAR dotklo až se zpožděním. Teprve vyčerpání zásob ebenového dřeva na pobřeží přivedlo Evropany k rozdmýchání mezikmenových válek a otrokářských nájezdů, které podnikaly některé místní kmeny. Severovýchod země byl v 19. století vylidněn arabskými otrokářskými nájezdy, na kterých se podíleli i mahdisté ze Súdánu. Podle některých odhadů se počet obyvatel tohoto území v 16. století pohyboval kolem 5 až 6 milionů, ale na počátku 20. století klesl na 700 000.
Během dělení Afriky evropskými mocnostmi na konci 19. století území obsadili Francouzi. Kolonie Ubangi-Šari, kterou zde založili, byla začleněna do Francouzské rovníkové Afriky.

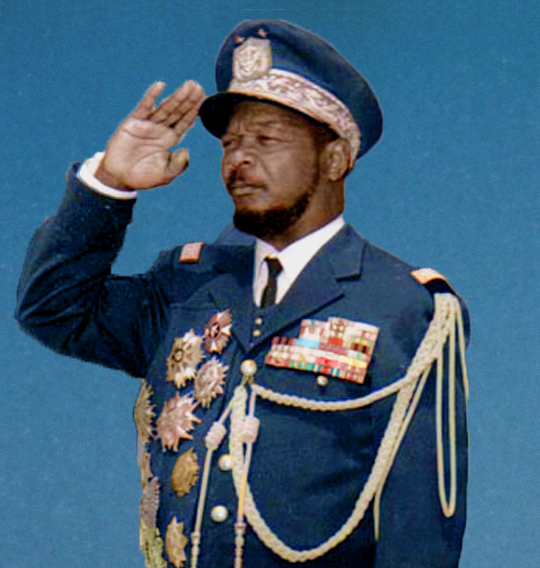
Samozvaný císař-diktátor Bokassa I. byl obviňován z vražd a kanibalismu

„Modlou“ boje proti kolonialismu v SAR se stal Barthélemy Boganda, který ovšem zemřel při letecké havárii 29. března 1959. Samostatnost země získala dne 13. srpna 1960, když David Dacko převzal prezidentský úřad od dočasného prezidenta André Malrauxe.
Známou postavou dějin SAR se stal Jean-Bédel Bokassa, který se moci chopil státním převratem v roce 1965. V roce 1976 se nechal velice okázale korunovat císařem. Svržen byl v roce 1979 při operaci Barracuda. Do úřadu byl po opět dosazen David Dacko, jehož mandát byl následně potvrzen ve zmanipulovaných volbách v březnu 1981.
Několik měsíců po příchodu F. Mitterranda do funkce, v září 1981, byl v SAR David Dacko, blízký bývalého prezidenta Giscarda, svržen. Po bombovém útoku ze 14. července (v kině v centru Bangui při něm zemřeli 3 lidé, z toho 1 Francouz), připisovaném pro-libyjské buňce Idiho Laly, Dacko zakázal Osvobozenecké hnutí středoafrického lidu (MLPC) Ange Patassého (předseda vlády za Bokassova režimu) a Ubangijskou vlasteneckou frontu-Stranu práce (FPO-PT) doktora Abela Goumby (dlouhodobý odpůrce Bokassy, poté Dacka). Vztahy nové francouzské vlády a Dacka, bývalého stoupence a chráněnce Giscarda, tedy nebyly pozitivní. Dacko ovšem patrně s pučem souhlasil, nový prezident André Kolingba byl jeho náčelník štábu, se kterým měl dobrý vztah. Francie k takovému postupu dala patrně souhlas – včetně jejích tajných služeb. Těm byl blízký Jean-Claude Mantion, poradce Kolingby a jeden z osnovatelů operace Barracuda a dosazení Dacka.
Zemi následně ovládal Vojenský výbor národní obnovy až do obnovení politické plurality na přelomu 80. a 90. let. Země patří k nejméně rozvinutým na světě.
Od roku 2007 probíhá na severu země válka. V roce 2012 vypukl další konflikt mezi povstaleckým hnutím Séléka, vedeným Michelem Djotodiou, a vládními silami v čele s prezidentem Bozizém. Boje mezi muslimy a křesťany si vyžádaly tisíce obětí.
14. prosince 2015 byla vůdcem muslimských povstalců Noureddinem Adamem vyhlášena na severu Středoafrické republiky ve
městě Kaga-Bandoro autonomní Republika Logone. Přechodná vláda, která Středoafrickou republiku vede, jeho krok odsoudila.

## Státní symboly

### Vlajka
Vlajka Středoafrické republiky je tvořena listem o poměru stran 3:5 nebo 2:3 se čtyřmi vodorovnými pruhy v barvě modré, bílé, zelené a žluté, nad nimiž je ve svislé ose vlajky umístěn stejně široký pruh červené barvy. V horním rohu vlajky je v modrém pruhu žlutá pěticípá hvězda.

### Znak
Blason státního znaku Středoafrické republiky je nutno nejprve opravit v hlavním článku.

### Hymna
Hymna Středoafrické republiky je píseň La Renaissance (francouzsky), v sanžštině E Zingo. Hudbu složil Herbert Pepper. Slova napsal tehdejší premiér Barthélemy Boganda.

## Geografie

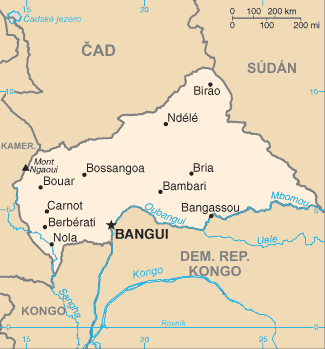
Mapa Středoafrické republiky

Velkou část území zabírá náhorní plošina Azande (500–1 000 m). Sever země zabírá savana, součást Čadské pánve a severovýchod masív Bongo. Na západě se tyčí pohoří Karré s nejvyšší horou Mont Ngaoui. Na jihu se rozkládá tropický deštný prales a Konžská nížina.

### Vodstvo
Středoafrická nemá přístup k otevřenému moři a na svém území nemá jezera ani jiné vodní plochy. Mezi řeky, důležité pro dopravu, patří Sanga, Šari a Ubangi.

### Klima
Ve Středoafrické republice panuje tropické klima s mírně teplým, vlhkým létem a suchou, oproti létu výrazně teplejší zimou.

### Chráněná území
Mezi významné národní parky patří park Manovo-Gounda Saint Floris. Ten byl v roce 1988 zařazen do seznamu světového dědictví UNESCO. Od roku 1997 je veden i na seznamu světového dědictví v ohrožení.

### Geologie
Orná půda tvoří pouhá 3 % celého území a plodiny se pěstují na ploše nedosahující 1 %. Velikost zavlažované plochy je 20 km2.

## Obyvatelstvo
| Věková struktura obyvatelstva | Věková struktura obyvatelstva | Věková struktura obyvatelstva | Věková struktura obyvatelstva | Věková struktura obyvatelstva |
| ----------------------------- | ----------------------------- | ----------------------------- | ----------------------------- | ----------------------------- |
| věk                           |                               |                               | procent                       |                               |
| 0-14 let                      | 0-14 let                      |                               | 41 %                          | 41 %                          |
| 15-64 let                     | 15-64 let                     |                               | 55 %                          | 55 %                          |
| 65 let a výše                 | 65 let a výše                 |                               | 4 %                           | 4 %                           |

| Etnická struktura obyvatelstva | Etnická struktura obyvatelstva | Etnická struktura obyvatelstva | Etnická struktura obyvatelstva | Etnická struktura obyvatelstva |
| ------------------------------ | ------------------------------ | ------------------------------ | ------------------------------ | ------------------------------ |
| etnikum                        |                                |                                | procent                        |                                |
| Gbajové                        | Gbajové                        |                                | 33 %                           | 33 %                           |
| Bandové                        | Bandové                        |                                | 27 %                           | 27 %                           |
| Manzové                        | Manzové                        |                                | 13 %                           | 13 %                           |
| Sarové                         | Sarové                         |                                | 10 %                           | 10 %                           |
| Mbakové                        | Mbakové                        |                                | 4 %                            | 4 %                            |
| Jakomové                       | Jakomové                       |                                | 4 %                            | 4 %                            |
| ostatní                        | ostatní                        |                                | 2 %                            | 2 %                            |

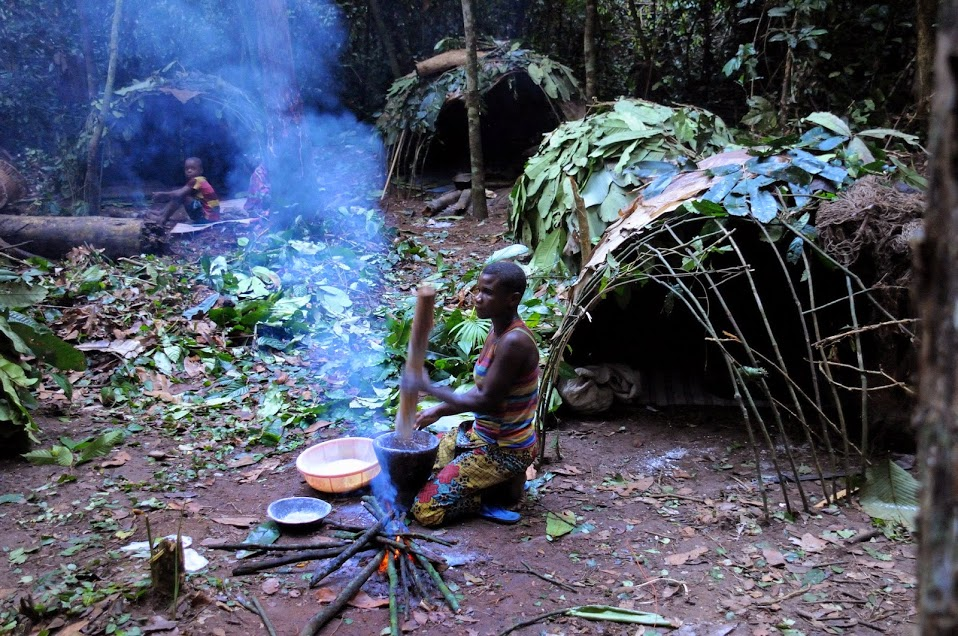
Tábor pygmejských lovců a sběračů v tropickém pralese ve Středoafrické republice

Středoafrická republika měla k červenci 2009 odhadem 4 511 488 obyvatel. Země zaznamenala vysoký populační růst. Podíl dětí do 15 let v roce 2010 činil 40,4 %. V roce 1950 žilo v zemi 1 327 000 obyvatel. Na seznamu států světa podle počtu obyvatel se umisťuje na 120. místě. Etnická struktura je pestrá, nejpočetnější etnikum Gbajové tvoří pouhou třetinu obyvatelstva. Mezi další etnika spadají Bandové (27 %), Manzové (13 %), Sarové (10 %), méně než desetinu populace tvoří Mbakové a Jakomové (shodně 4 %). Ostatní obyvatelé jsou zastoupeni 2 %.
Úředním jazykem je francouzština, avšak nejvíce používaná je sangoština.

### Náboženství
Nejrozšířenějším náboženstvím je křesťanství (50 %), následuje animismus (35 %) a islám (15 %). Křesťané se dělí na katolíky a protestanty, počet vyznavačů obou směrů je víceméně stejný.
Podle statistiky z roku 2020 je náboženská příslušnost následující: křesťané 89%, muslimové 9%, tradiční náboženství 1%, ostatní náboženství a bez vyznání 1%. Mezi křesťany převládají protestantské církve, přibližně třetina křesťanů jsou římští katolíci. Podobně jako v okolních zemích nemalá množina křesťanů a muslimů vyznává zároveň některé z tradičních náboženství (vícečetná náboženská identita), případně je propojuje v synkretismu.
Podle afrikanisty Ondřeje Havelky ve Středoafrické republice existují rozličná tradiční bantuská náboženství, jejichž společným jmenovatelem je víra v nejvyššího Boha, který byl původně lidem blízko, ovšem pro neposlušnost lidí se vzdálil. Podle ústně tradovaného bantuského příběhu nejvyšší Bůh vyslal chameleona, aby lidem zvěstoval jejich nesmrtelnost, ovšem chameleon šel velmi pomalu a předběhla jej ještěrka, která nesla opačné poselství, totiž, že lidé jsou smrtelní a čeká je hořký konec, a protože ještěrka doručila svou zprávu dříve, stalo se, že lidská přirozenost se stala smrtelnou. Napříč Středoafrickou republikou existují podle Havelky různé verze příběhu. Okrajově se lze setkat s náboženstvím bori, mytologií Bushongo o vyzvráceném stvoření nejvyšším Bohem Bumbou, náboženstvím bwiti a náboženskými fenomény jako Nkisi Nkondi. Většina muslimů ve Středoafrické republice jsou sunnité následující Málikovskou právní školu (tzv. Málikovský mazhab). V zemi je také rozšířené africké čarodějnictví, zejména ve formách azande a kindoki.

## Politika

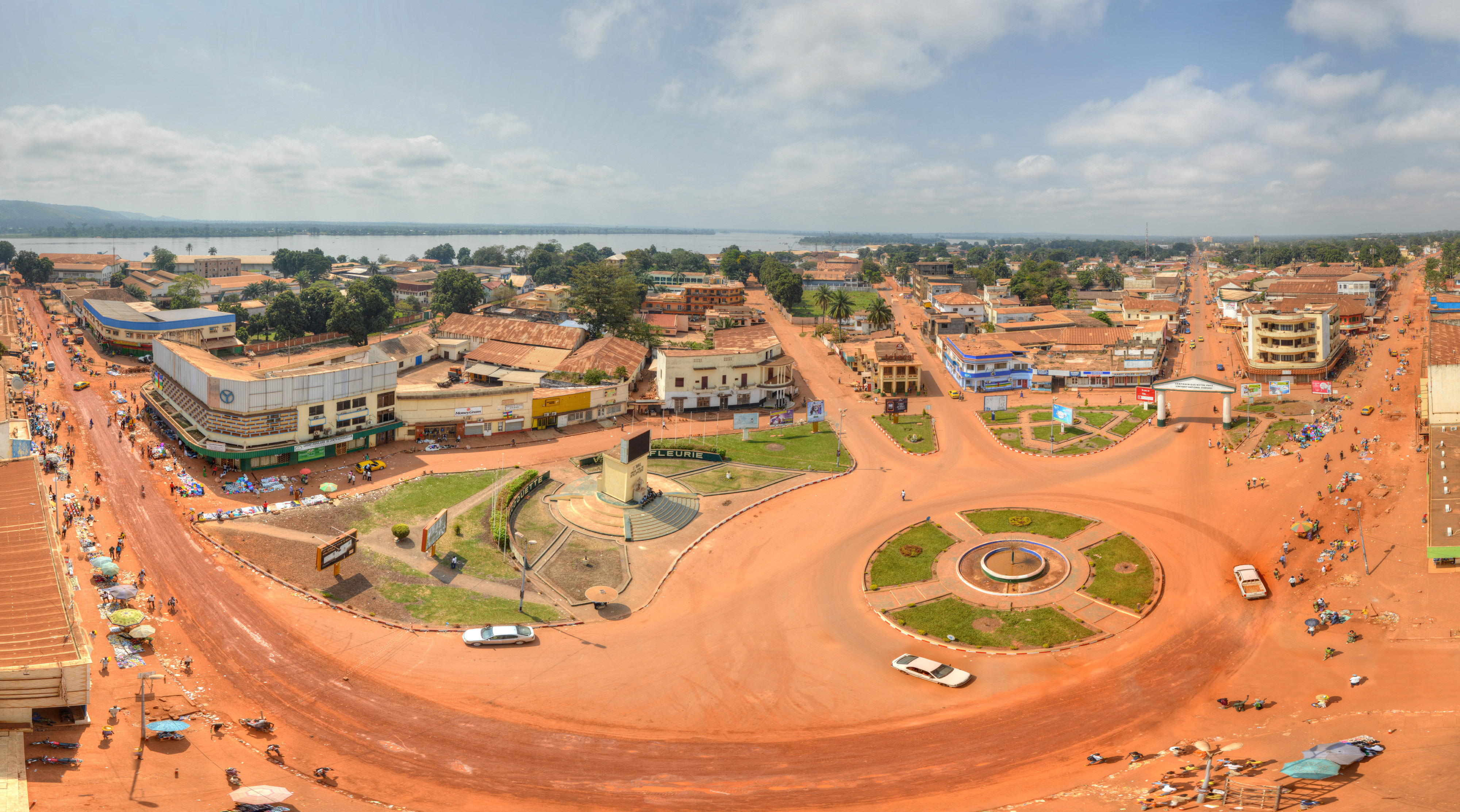
Hlavní město Bangui

Středoafrická republika je státním zřízením republika. Prezident může být zvolen maximálně dvakrát, pokaždé na pětileté období. Předseda vlády je jmenován politickou stranou s parlamentní většinou. Současná ústava byla schválena 5. prosince 2004, v platnosti je od 27. prosince 2004. Volební právo má každý občan, který dosáhl 21 roku.
Do Ústavního soudu je zvoleno devět soudců, tři prezidentem, tři Národním shromážděním a tři ostatními soudci. Dalšími druhy soudů jsou nižší soudy, trestní soudy, odvolací soudy a Nejvyšší soud.
Šéf separatistické organizace Séléka se dne 25. března 2013 prohlásil po obsazení hlavního města a následném převratu za prezidenta. O den později zrušil ústavu, parlament i vládu. Slíbil však, že do tří let se v zemi budou konat svobodné volby. 31. března 2013 bylo oznámeno složení vlády národní jednoty, která zemi do voleb povede.

### Zahraniční vztahy
Středoafrická republika je členem následujících organizací:
ACCT, ACP, AfDB, AU, BDEAC, CEMAC, FAO, FZ, G-77, IAEA, IBRD, ICAO, ICCt, ICRM, IDA, IFAD, IFC, IFRCS, ILO, IMF, Interpol, IOC, ITSO, ITU, ITUC, MIGA, NAM, OIC (jen jako pozorovatel), OIF, OPCW, UN, UNCTAD, UNESCO, UNIDO, UNWTO, UPU, WCL, WCO, WFTU, WHO, WIPO, WMO a WTO.

### Přehled nejvyšších představitelů státu

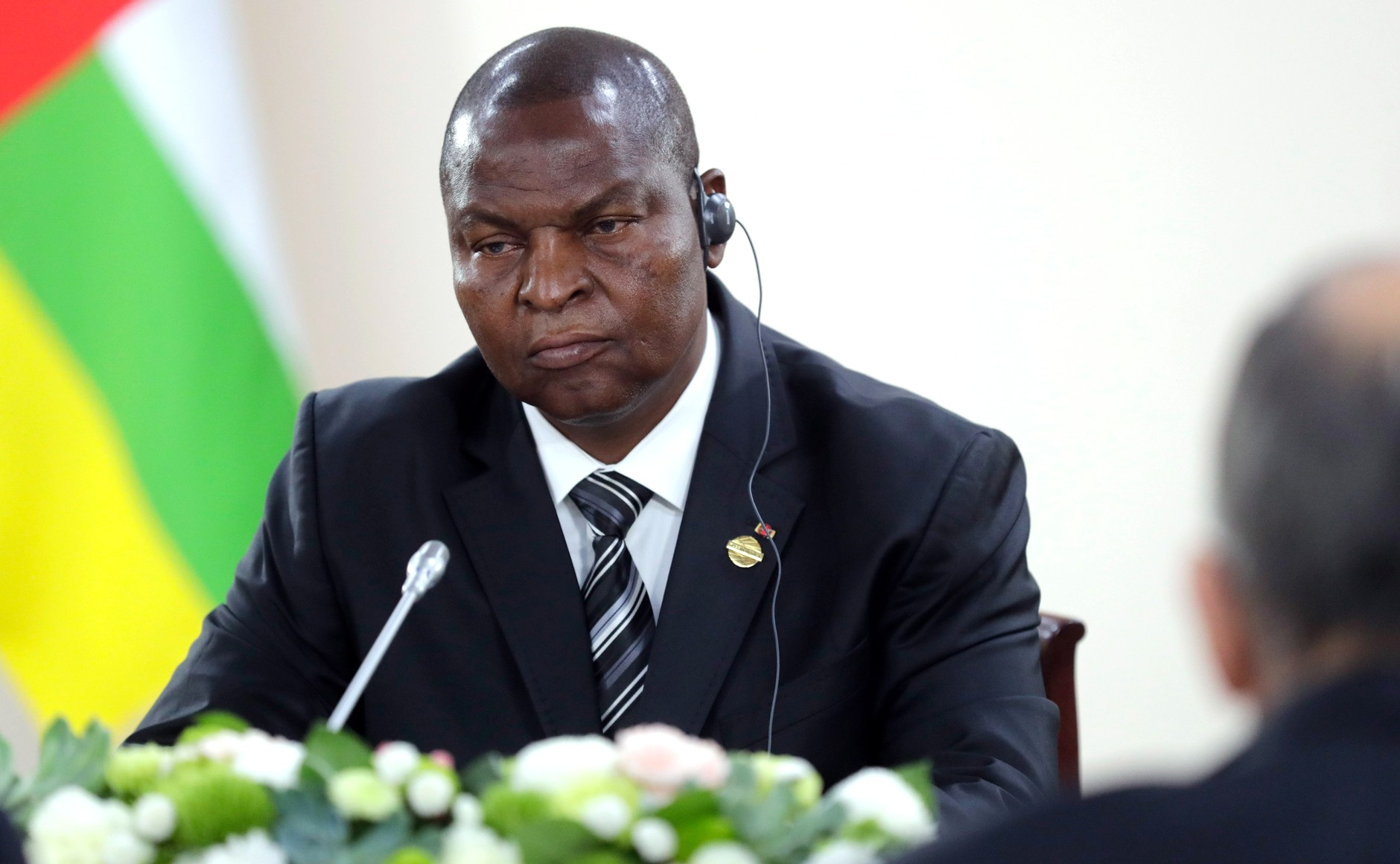
Prezident Faustin-Archange Touadéra

- 14. 8. 1960 – 12. 11. 1960 – David Dacko – úřadující prezident; MESAN
- 12. 11. 1960 – 1. 1. 1966 – David Dacko – prezident; MESAN
- 1. 1. 1966 – 4. 12. 1976 – Jean-Bédel Bokassa (Salah Eddine Ahmed Bokassa) – prezident; voj./MESAN
- 4. 12. 1976 – 20. 9. 1979 – Bokassa I. – císař; MESAN
- 20. 9. 1979 – 1. 9. 1981 – David Dacko –prezident; MESAN, UDC
- 1. 9. 1981 – 21. 9. 1985 – André-Dieudonné Kolingba – předseda Vojenského výboru národní obnovy; voj.
- 21. 9. 1985 – 22. 10. 1993 – André-Dieudonné Kolingba – prezident; RDC
- 22. 10. 1993 – 15. 3. 2003 – Ange-Félix Patassé – prezident; MLPC
- 15. 3. 2003 – 24. 3. 2013 – François Bozizé Yangouvonda – prezident; voj./bezp.
- 24. 3. 2013 – 10. 1. 2014 – Michel Djotodia – prezident
- 10. 1. 2014 – 23. 1. 2014 – Alexandre-Ferdinand Nguendet – prezident Národní přechodné rady Středoafrické republiky
- 23. 1. 2014 – 30. 3. 2016 – Catherine Samba-Panza – prozatímní prezidentka; bezp.
- od 30. 3. 2016 – Faustin-Archange Touadéra – prezident; bezp.

## Administrativní dělení
Země se dělí na 14 prefektur, 2 ekonomické prefektury a komunu (hlavní město). Dále se dělí na 71 subprefektur.
| Prefektury: - Bamingui-Bangoran - Basse-Kotto - Haute-Kotto - Haut-Mbomou - Kemo - Lobaye - Mambere-Kadei | - Mbomou - Nana-Mambere - Ombella-Mpoko - Ouaka - Ouham - Ouham-Pende - Vakaga | Ekonomické prefektury: - Nana-Grebizi - Sangha-Mbaere Komuna: - Bangui |

### Významná města
- Bangui – hlavní město – 800 000 obyvatel (i se slumovou aglomerací)
- Bambari
- Bonar
- Bérbérati
- Bossangoa
- Bangassou

## Ekonomika

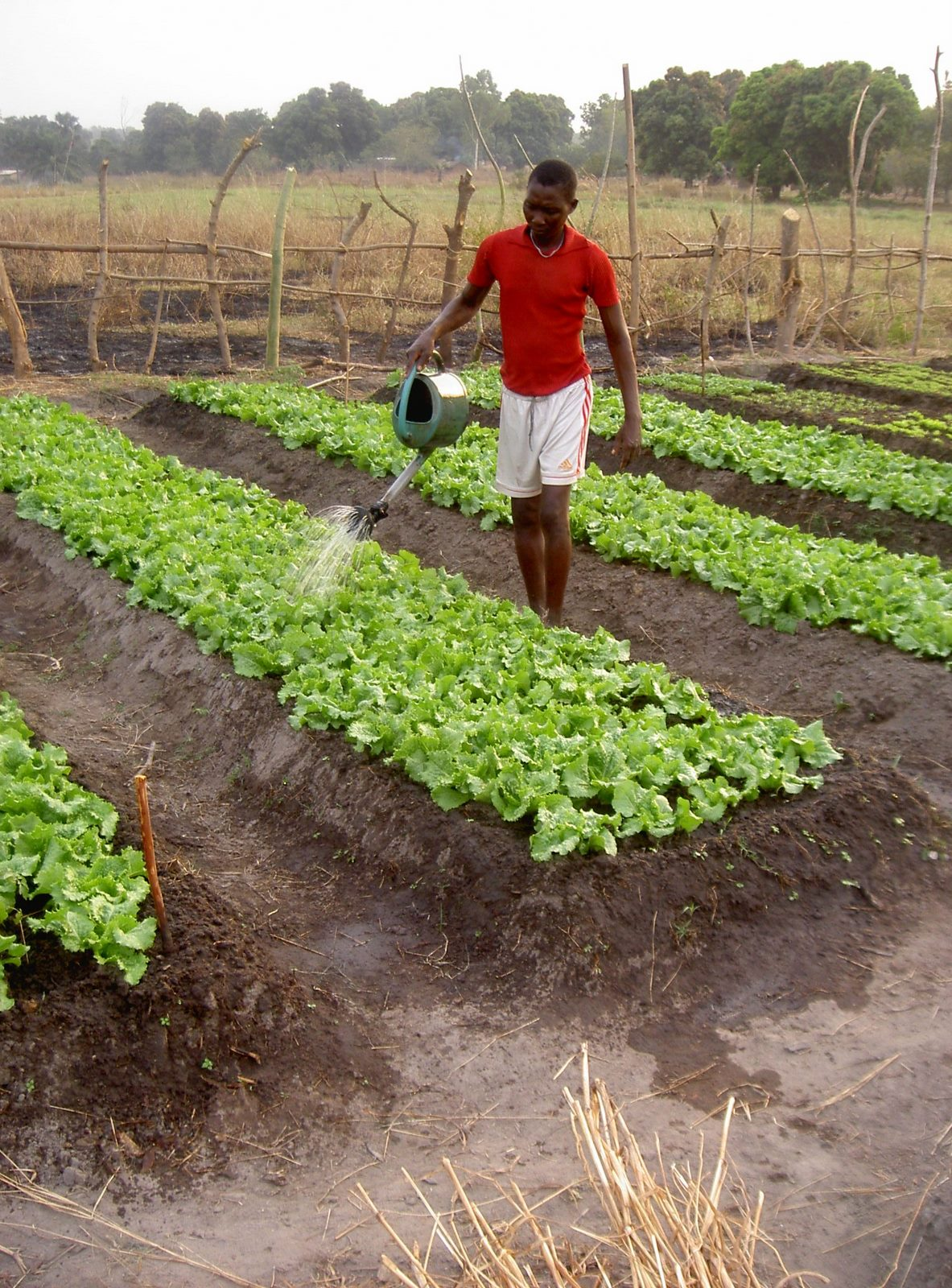
Pěstování salátu ve Středoafrické republice

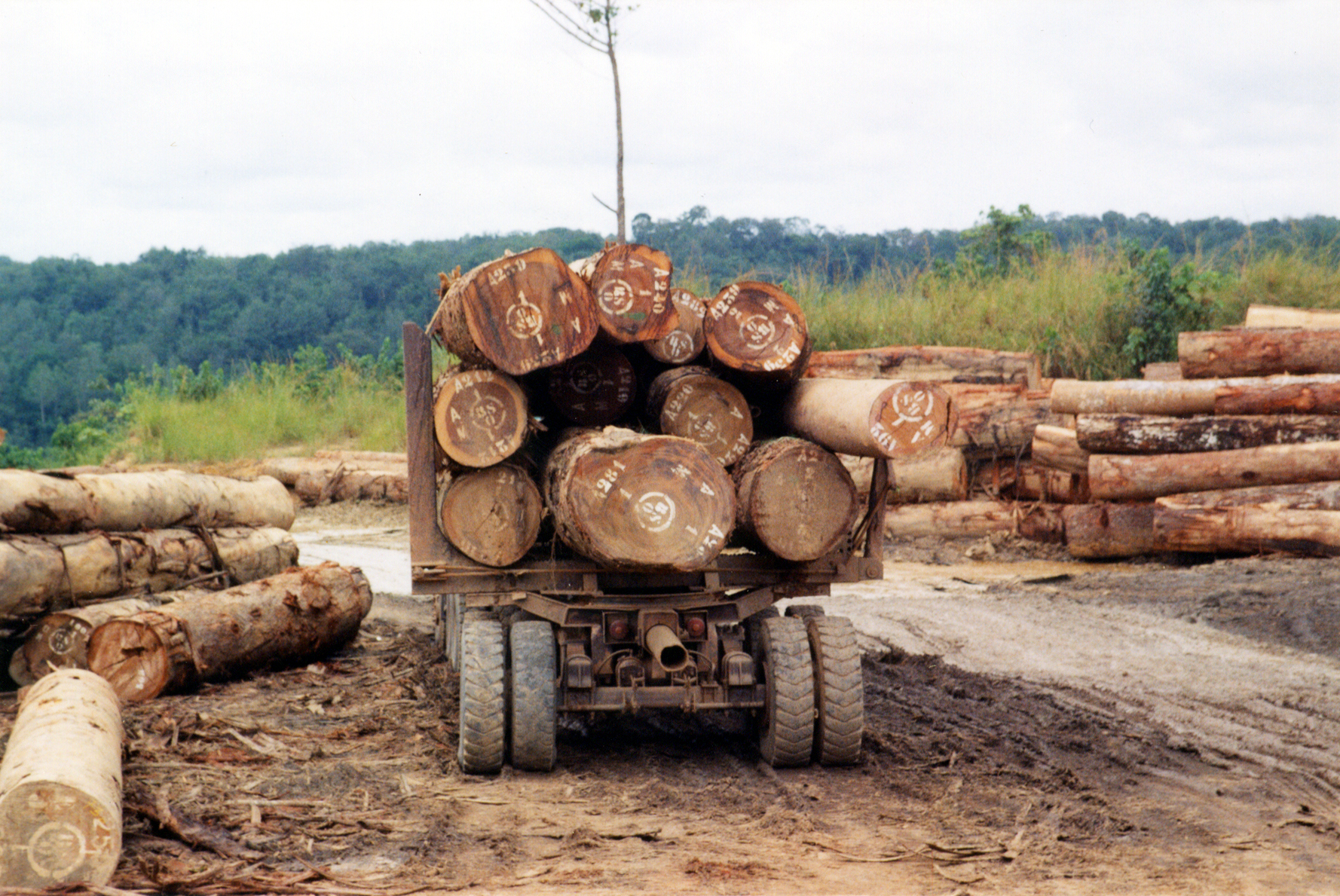
Těžba dřeva

Země patří k nejméně rozvinutým na světě. Hospodářský rozvoj brzdí konflikty mezi vládou a opozicí, nekvalifikovanost obyvatelstva, poloha země a nekvalitní dopravní systém. Země musí dovážet ropu. Humanitární výpomoc od Francie a mezinárodních organizací není pro obyvatele dostačující.
Hlavním zdrojem deviz je vývoz diamantů, především do Evropy, ale vyvážejí se také bavlna a dřevo. Dovážet je potřeba potraviny a spotřební zboží. HDP na osobu dosahuje asi 700 USD. Nejčilejší obchodní vztahy má země s Francií. V zemi se platí CFA frankem.
Od roku 2013 má země v důsledku občanské války, probíhající od roku 2012, nejnižší HDP na hlavu na světě.

### Zemědělství
Páteří ekonomiky je zemědělství a lesnictví, tvořící 55 % HDP. Pěstuje se kukuřice, maniok, proso, banány a batáty. Dalšími produkty jsou bavlna, káva, dřevo a tabák. V zemědělství je zaměstnáno na 70 % populace.

### Průmysl
Tvoří 20 % HDP a je tvořen pivovarnictvím, výrobou textilu a obuvi a montáží motocyklů a jízdních kol. Pro export je životně důležitá těžba zlata a diamantů.

### Služby
Tvoří 25 % HDP. Množství internetových uživatelů je nad 19 tisíc.

### Doprava
Doprava ve Středoafrické republice je nerozvinutá, jako ve většině afrických států. Místní obyvatelé se přepravují buď levnými přeplněnými autobusy, nebo stopují nákladní auta jezdící mezi městy. Železniční doprava zde dosud neexistuje. Mezi důležité přístavy a terminály patří města Bangui, Nola, Nzinga a Salo.
Letecká doprava využívá čtyřiceti letišť. Drtivá většina letišť je nezpevněná, pouhá dvě jsou dlážděná. Vodní doprava probíhá na splavných řekách Ubangi a Sanga. Délka vodních cest je 2 800 km. Silniční doprava využívá silnic s celkovou délkou 23 810 km.

## Obrana a bezpečnost

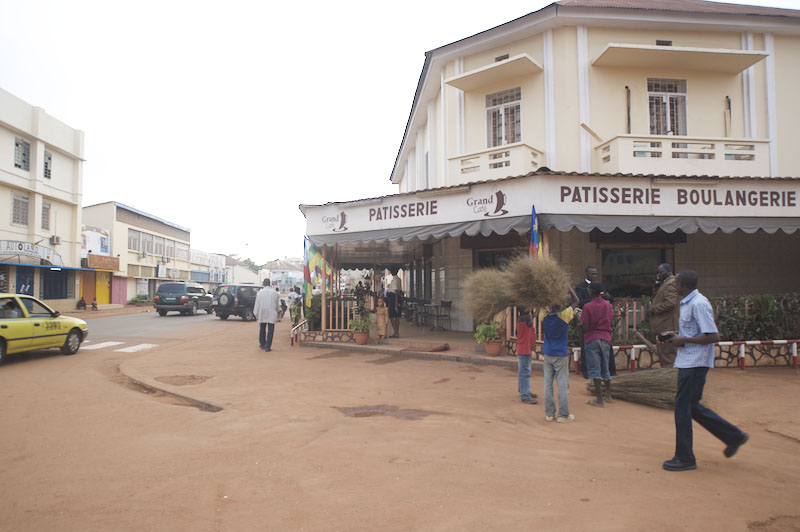
Francouzská pekárna v Bangui

Středoafrické ozbrojené síly (francouzsky: Forces Armees Centrafricaines, zkr. FACA) se v roce 2008 dělily do čtyř složek: Generální ředitelství policejní inspekce (zkr. DGIG), Pozemní síly, Státní policie a Vojenská letecká služba.
Minimální věk pro vstoupení do armády je 18 let s dvěma roky povinné služby. Armáda má k dispozici dva miliony lidí (1 032 828 mužů, 999 330 žen (2008)) schopných vojenské služby. V roce 2006 činily výdaje spojené s armádou 1,1 % HDP.

## Kuchyně
Kuchyně Středoafrické republiky využívá surovin ve Středoafrické republice dostupných: jáhly, čirok, banány, batáty (sladké brambory), plantainy, okra, brambory, česnek, cibule, špenát, rýže, palmový olej, kukuřice, maniok, sezam, houby, chilli nebo rajčata. Z masa se běžně používá kozí, kuřecí, zvěřina nebo ryby. Běžně se konzumuje hmyz (housenky, cvrčci, kobylky nebo termiti). V hlavním městě Bangui se lze setkat s restauracemi podávajícími pokrmy z francouzské nebo libanonské kuchyně.
Podle OSN polovina populace Středoafrické republiky hladoví.